# 薩盧達 (印第安納州)
薩盧達（英語：Saluda）是位於美國印地安納州傑佛遜縣的一個非建制地區。該地的面積和人口皆未知。